# Джозеф Свікард
Джозеф Свікард (англ. Josef Swickard; 26 червня 1866 — 29 лютого 1940) — актор театру і кіно німецького походження.
Джозеф Свікард почав зніматися в кіно у Девіда Гріффіта в 1912 році, з 1914 року знявся в декількох фільмах у Мака Сеннета. Знявся у двох фільмах за участю Чарлі Чапліна — «Сміхотворний газ» і «Захоплений в кабаре». Співпраця з Маком Сеннетом тривала до 1917 року. Сучасному глядачеві він найбільше запам'ятався роллю у фільмі «Чотири вершники апокаліпсису» 1921 року. З приходом ери звукового кіно його кар'єра пішла на спад, він переважно грав у малобюджетних фільмах. Був одружений з актрисою Маргарет Кемпбелл.

## Фільмографія
- 1914 — Двадцять хвилин любові / Twenty Minutes of Love — жертва кишенькового злодія
- 1914 — Обличчя на підлозі бару / Face on the Bar Room Floor
- 1914 — Перерваний роман Тіллі / Tillie's Punctured Romance
- 1914 — Фатті і Мінні Хі-Хо
- 1914 — Реквізитор / The Property Man — чоловік в залі
- 1914 — Любов на удачу / Lover's Luck
- 1914 — Романтика на човні / A Rowboat Romance
- 1914 — Сміхотворний газ / Laughing Gas — пацієнт
- 1914 — Захоплений в кабаре / Caught in a Cabaret — батько Мейбл
- 1914 — Ці сільські хлопці / Those Country Kids
- 1915 — Просте життя Фатті і Мейбл / Mabel and Fatty's Simple Life
- 1915 — Мейбл, Фатті і закон / Mabel, Fatty and the Law
- 1915 — Дитя суспільства/ A Social Cub
- 1921 — Чотири вершники Апокаліпсису / The Four Horsemen of the Apocalypse
- 1921 — Жодна жінка не знає / No Woman Knows
- 1922 — Молодий раджа / The Young Rajah
- 1922 — Моя американська дружина / My American Wife
- 1923 — Травневі дні / Maytime— полковник ван Зандт
- 1929 — Священик диявола / The Devil's Chaplain — Король
- 1938 — З собою не забрати / You Can't Take It With You